# Bolt (Unternehmen)
Bolt ist ein estnisches Mobilitätsunternehmen, das Mietfahrzeuge, E-Scooter-Verleih, Mikromobilität, Carsharing und Lieferdienstleistungen über eine App anbietet. Es hat seinen Hauptsitz in Tallinn und ist in Europa, Afrika, Asien und Lateinamerika tätig. Das Unternehmen hat weltweit 75 Millionen Kunden und mehr als 1,5 Millionen Fahrer nutzen die Bolt-Plattform, um Fahrten anzubieten (Stand August 2021).

## Geschichte

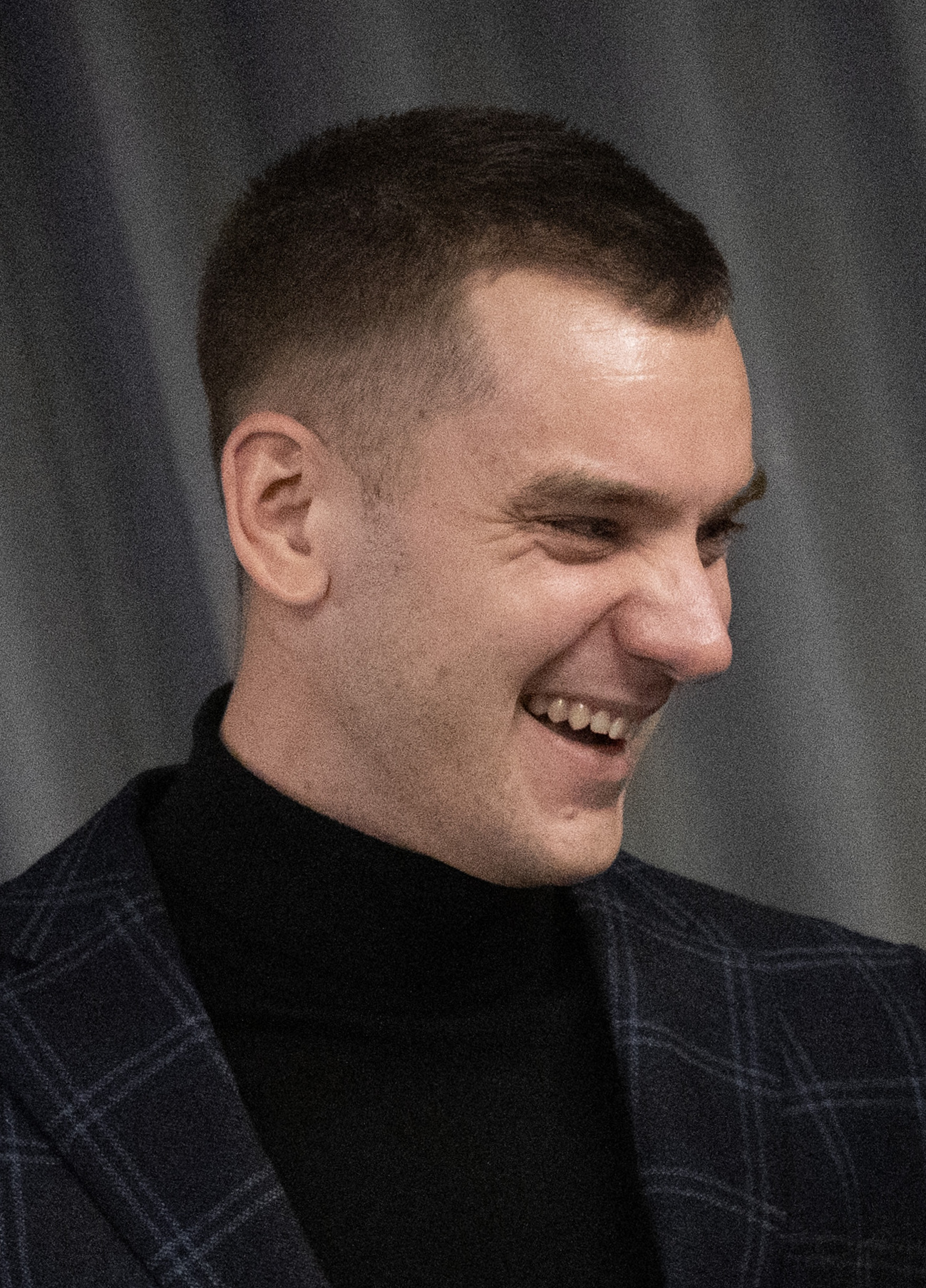
Markus Villig (2024)

Bolt (damals Taxify genannt) wurde 2013 vom Schüler Markus Villig (* 1993) mit dem Ziel gegründet, alle Taxis aus Tallinn und Riga auf einer Plattform zusammenzufassen. Mit 5.000 Euro von seinen Eltern, die ihn auch außerhalb ihrer regulären Arbeitszeiten bei der Kundenbetreuung unterstützten, stellte er einen Entwickler ein, der ihm beim Start des Unternehmens half, das dann mTakso hieß. Der Dienst wurde im August 2013 gestartet und expandierte 2014 ins Ausland.
2017 nahm Bolt seine Dienste in London auf, indem es ein lokales Taxi-Unternehmen mit einer Betriebslizenz erwarb, wurde jedoch von Transport for London zunächst gezwungen, seine Dienste einzustellen.
Das Unternehmen stellte einen neuen Lizenzantrag für London und ging im Juni 2019 in London wieder an den Start.
Im September 2018 kündigte das Unternehmen an, in den Bereich der E-Scooter zu expandieren und führte diese in Paris ein. Im selben Jahr erreichte der Dienst bereits 10 Millionen Nutzer und überholte den Konkurrenten Uber in Afrika.
2019 nannte sich das Unternehmen in Bolt um und im August des Jahres führte das Unternehmen seinen Lebensmittel-Lieferdienst Bolt Food ein. Im September 2019 kündigte das Unternehmen mit einem grünen Plan an, seinen ökologischen Fußabdruck reduzieren zu wollen. Im Mai 2021 startete Bolt einen Carsharing-Dienst Bolt Drive. Im selben Jahr expandierte das Unternehmen auch nach Deutschland. Den Startschuss machten hierbei die E-Scooter zunächst in Berlin und Potsdam, Frankfurt am Main, Hamburg, Köln, München, Nürnberg und Fürth sowie Stuttgart. Stand Dezember 2023 bietet Bolt in Deutschland in rund 60 Städten seine E-Scooter an, Fahrten mit Autos kann man hingegen bislang nur in den Städten Berlin, Düsseldorf, Frankfurt am Main und Mainz sowie Wiesbaden, Köln, München und Nürnberg sowie Fürth, Erlangen und Schwabach buchen. Seit 2017 gibt es Bolt Taxidienste auch in Österreich, zunächst in Wien, dann auch in Salzburg und Graz sowie in einigen kleinen Gemeinden.
Ende 2024 hat Bolt 200 Millionen Nutzer in Europa und Afrika.

## Service

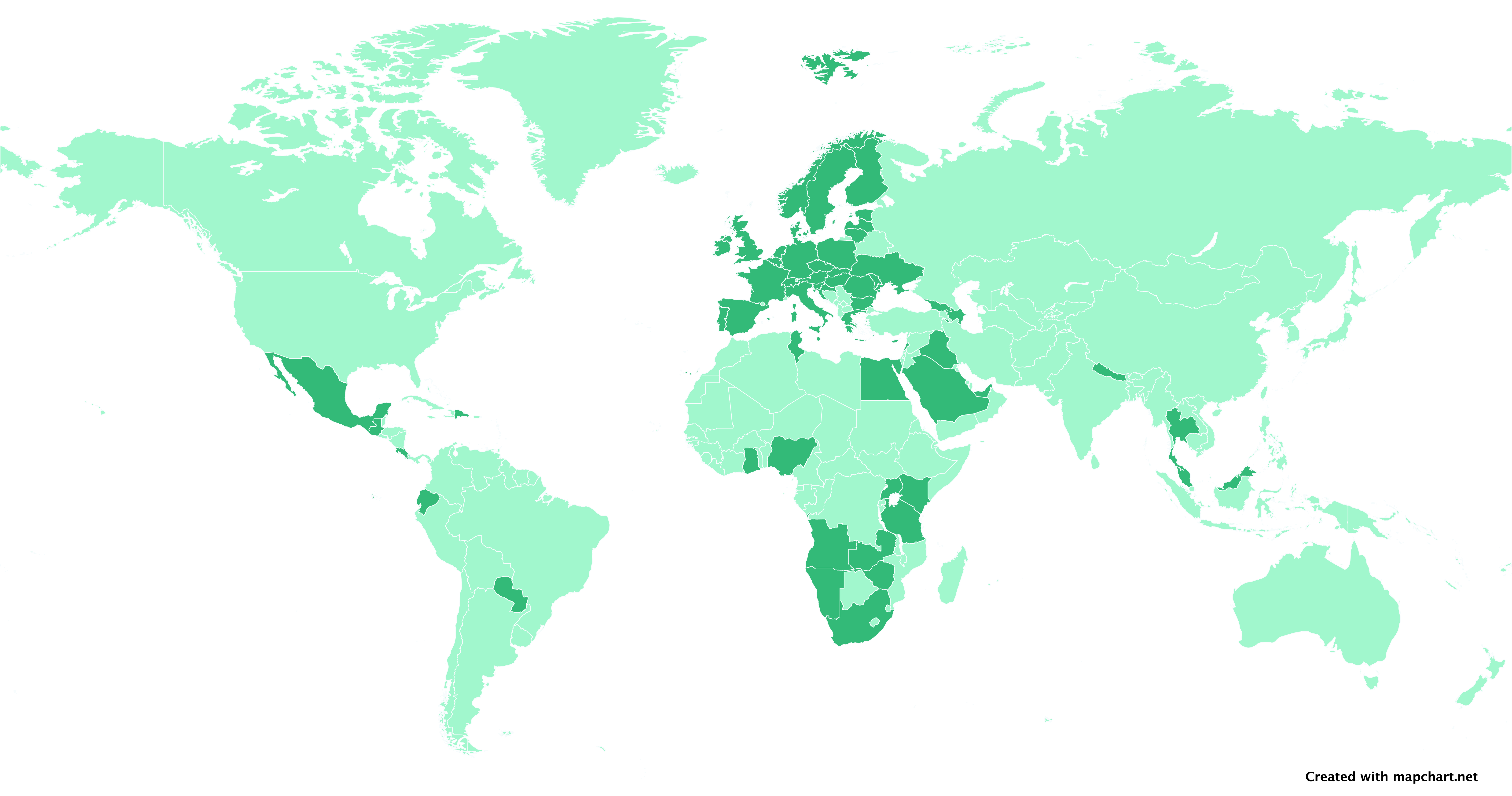
Verfügbarkeit von Bolt (2024; dunkelgrüne Flächen)

Bolt betreibt eine App, mit der man über sein Smartphone Fahrten bestellen, Autos, Elektroroller und E-Bikes mieten und Lebensmittel bestellen kann. Die Anwendung ist für Android, iOS und Windows Phone verfügbar. Die Fahrer des Fahrdienstes müssen eine Zahlungsmethode wählen: Bargeld, Kreditkarte oder Mobilfunkrechnung, bevor sie den Dienst nutzen können. Der Kunde fordert eine Fahrt an und bestätigt seinen Abholort. Sobald der Fahrer die Fahrt annimmt, kann der Kunde den Namen des Fahrers und die Fahrzeugdaten einsehen. Nach Abschluss der Fahrt können sich Fahrer und Kunde gegenseitig bewerten.

## Investoren
Vor der Ankündigung einer strategischen Partnerschaft mit Didi Chuxing hatte Bolt mehr als 2 Millionen Euro Investitionskapital von estnischen und finnischen Investoren erhalten. Im August 2017 investierte Didi Chuxing einen ungenannten Betrag.
Eine Finanzierungsrunde im Mai 2018 mit einer Investition von 175 Millionen Dollar von Daimler und anderen führte zu einer Bewertung von 1 Milliarde Dollar für das Unternehmen und machte es zu einem Einhorn.
Im Januar 2021 investierte die Europäische Investitionsbank 50 Millionen US-Dollar in das Unternehmen.
Im März 2021 investierte die Internationale Finanz-Corporation 20 Millionen in das Unternehmen, um die Expansion des Unternehmens in Schwellenländern zu finanzieren.
Im August 2021 erhielt Bolt 600 Millionen Euro vom US-amerikanischen Wagnisfinanzierer Sequoia Capital, wodurch sich die Bewertung des Unternehmens auf über 4 Milliarden Euro erhöhte. Im Januar 2022 sammelte Bolt weitere 628 Millionen Euro von Investoren ein, die von Sequoia Capital und Fidelity Management and Research Co angeführt wurden, bei einer Unternehmensbewertung von 7,4 Milliarden Euro.

## Kontroversen
Im Jahr 2025 wurden Bedenken hinsichtlich der fehlenden E-Mail-Verifizierung und der Datensicherheitspraktiken von Bolt geäußert. Eine Untersuchung bestätigte, dass Bolt die mehrfache Registrierung mit derselben E-Mail-Adresse erlaubt, was eine missbräuchliche Nutzung von Identitäten ermöglichen kann. Betroffene Nutzer berichteten, dass sie detaillierte Fahrtenbenachrichtigungen für Konten erhielten, die sie nie erstellt hatten, was erhebliche Datenschutzrisiken mit sich bringt. Bolt selbst bestätigt in seinem Artikel „Receiving Bolt emails without having an account“, dass jeder beliebige E-Mail-Adressen bei der Registrierung eingeben kann und diese Adresse ohne jegliche Verifizierung Fahrtdetails erhält. Trotz mehrfacher Beschwerden reagierte der Bolt-Kundensupport nicht, was Kritik wegen Fahrlässigkeit und mangelnder Verantwortung nach sich zog.

## Belege
1. ↑  Uber rival Bolt's annual revenue hits 2 billion euros. In: Reuters. 14. November 2024 (reuters.com [abgerufen am 16. Juli 2025]).
2. ↑  Jonathan Keane: Bolt Raises €600 Million To Build The European ‘Super App’. Abgerufen am 10. August 2021 (englisch).
3. ↑  Samira Joy Frauwallner: Das sind die 3 jüngsten Selfmade-Milliardäre Europas. 3. Januar 2025, abgerufen am 14. März 2025 (deutsch).
4. 1 2  Condé Nast: How Bolt bounced back from a spectacular public London failure. In: Wired UK. ISSN 1357-0978 (wired.co.uk [abgerufen am 10. August 2021]).
5. ↑  Elizabeth Schulze: Uber's European rival Bolt launches in London. 11. Juni 2019, abgerufen am 10. August 2021 (englisch).
6. ↑  The Baltic Course-Балтийский курс: Taxify global user numbers hit 10 mln. Abgerufen am 10. August 2021.
7. ↑  Taxify steadily gaining ground in Africa as Uber falls victim of its pricing. In: TechMoran. 26. Februar 2017, archiviert vom Original am 25. September 2021; abgerufen am 10. August 2021 (amerikanisches Englisch).
8. ↑  Jonathan Keane: On-Demand Mobility Player Bolt Enters The Car-Sharing Market. Abgerufen am 10. August 2021 (englisch).
9. 1 2  Stephan Knieps: Zoff zwischen Uber und Bolt: „Das geht in Richtung Erpressung“. Abgerufen am 10. August 2021.
10. ↑  Bolt E-Scooter: Alle Details zu Preisen und Städten in Deutschland auf inside-digital.de, vom 16. Oktober 2023, abgerufen am 5. Dezember 2023
11. ↑  Cities auf bolt.eu, abgerufen am 5. Dezember 2023
12. ↑  Konkurrenz für Taxis? E-Scooter-Firma bietet in Nürnberg jetzt einen Fahrservice an auf nn.de, vom 5. Dezember 2023, abgerufen am 5. Dezember 2023
13. ↑  Axel Rühle: Bolt macht sich in Österreich breit. 23. November 2023, abgerufen am 12. Oktober 2024.
14. ↑  Transport : un nouveau service de véhicules de tourisme avec chauffeur débarque à Vannes. In: Actu. 13. September 2024, abgerufen am 22. Dezember 2024 (französisch).
15. ↑  Taxify startet nächste Woche in Wien. 13. Oktober 2017, abgerufen am 10. August 2021.
16. ↑  10 hacks to keep your Bolt driver rating high (and 3 reasons why customers give 1-star ratings). 24. Januar 2019, abgerufen am 15. August 2021 (en-NG).
17. ↑  China’s Didi invests in Taxify, an Uber rival operating in Europe and Africa. In: TechCrunch. Abgerufen am 10. August 2021 (amerikanisches Englisch).
18. ↑  European Investment Bank backs Uber rival Bolt with €50m. 16. Januar 2020, abgerufen am 10. August 2021 (britisches Englisch).
19. ↑  Jonathan Keane: Bolt Raises €600 Million To Build The European ‘Super App’. Abgerufen am 10. August 2021 (englisch).
20. ↑  Uber rival Bolt raises $711 mln at valuation of over $8 bln | Reuters. 8. März 2022, abgerufen am 19. Februar 2025.
21. ↑  Roman Matovsky: Bolt: the perfect alibi service for criminals? 2. Februar 2025, abgerufen am 19. Februar 2025 (amerikanisches Englisch).